# HELLO WORLD EP
「HELLO WORLD EP」（はろーわーるどいーぴー）は、ゆるめるモ!のシングル。同グループの1stシングルとして2013年4月20日にYou'll Recordsから発売された。

## 概要
ゆるめるモ!初となるシングル。ライブ会場限定でのリリースを経て、5月15日にはOTOTOYから配信リリース、そしてゆみこーんの誕生日である7月17日にはタワーレコード秋葉原店限定で発売が開始された。
現在は廃盤となっており、CDパッケージの入手は困難となっている。

## 収録曲
1. ゆるめるモん
  - 作詞：小林愛　作曲：田家大知　編曲：Tamptin

デビューライブの最初に披露されたグループ初のオリジナル楽曲。アイドルの活動初期にはカラオケ音源を用いたカバーが披露されることが多いが、「カバー曲の練習に割く時間がもったいない」という田家の意向に加え、結成から2ヵ月後に初ライブと決めていた[1]こともあり、デビューライブからオリジナル楽曲でのライブをするためにまずはコストのかからない自身のバンドのリメイク楽曲からはじめたという。[2]ライブでは披露されながらも当時音源化されなかった楽曲も多くは同様のリメイク作品であり、以降のリリース作品にもたびたび同様の作品が収録されている。
田家は最初にこの曲を披露した理由を「既にアレンジができ上がっていたことと、初ライブでいきなり高速ヒップホップみたいなのやったらインパクトあるだろう、と思ったからです。」と語っている。しかし最初はあまり観客に伝わらなかったという。[1]
プロデューサーの田家が作曲を手掛けており、編曲のTamptinは田家のバンドのギタリストである。作詞を手掛けた小林も一時期は同じバンドに在籍しており[3]、その歌詞の世界観や実力を信頼していることから田家が作詞を依頼した。以降ほぼすべての楽曲で小林は作詞を手掛けることになる。
小林はアイドルらしい歌詞をどのように書けば良いかとても悩んだという。今でも一番好きな歌詞であるといい[4]、自身の真骨頂であるとも語っている[5]。
2. なつ おん ぶるー
  - 作詞：小林愛　作曲・編曲：Tamptin

2回目のライブで披露された楽曲。小林曰く「冬に生まれた夏の歌」[4]。「ゆるめるモん」同様、前述の田家のバンドのリメイク楽曲である。
田家は「四つ打ちで明るい曲だから、盛り上がるだろう」という理由でこの楽曲を採用したが、ライブでの披露を通してアイドルの楽曲作りが通常とは違うものであることに気付いたという。その後、アイドルソングを勉強して最初に作った楽曲が「逃げろ!!」である。[1]
バンドが中心のライブに出演した際に評判が良い曲であったため、出演イベントの出演者がバンド寄りの際は同曲、アイドル寄りであれば「逃げろ!!」と使い分けたセットリストを組んでいたという。以降も大まかに分けると「(バンド層に向けた)攻めた楽曲」と「(アイドル層に向けた)ポップな楽曲」の二つのタイプの楽曲を製作し、ライブに合わせて披露している。
2016年現在も「逃げろ!!」と共にライブの定番曲となっている。観客が作る円陣やサークルモッシュにメンバーが参加したり、大小・種類も様々なビーチバルーンがフロアに投げ込まれそれに乗ってメンバーがフロアにダイブするのが定番となっており、他にも屋外フェスでは客席エリアをメンバーが歩き回りながら歌唱したり、海の家のライブハウスで行われたライブではメンバーが観客を連れてライブハウスを飛び出し海に向かって走り出すなど、同グループの数ある楽曲の中でも極めて自由にメンバーのパフォーマンスが行われる楽曲でもある。
不定期で開催されているBELLRING少女ハートとのツーマンライブ「ベルめるモ！」では、同グループの「夏のアッチェレランド」と共にコラボで披露されるのが定番となっている。
3. ゆるめるモん(Instrumental)
4. なつ おん ぶるー(Instrumental)